# 萱野重実
萱野 重実（かやの しげざね、延宝3年（1675年）- 元禄15年1月14日（1702年2月10日））は、江戸時代前期の武士。赤穂藩浅野氏の家臣。通称三平（さんぺい）。討ち入り前に忠孝のはざまで自刃した赤穂藩士として有名。俳人としても知られ、俳号は涓泉（けんせん）。旗本大島義也の家老萱野重利の三男。兄に萱野重通・萱野七之助（13歳で夭折）がいる。姉も二人、妹も一人いる。

## 生涯
萱野氏は源氏の子孫で、鎌倉時代から戦国時代にいたるまで摂津国豊島郡萱野郷（現在の大阪府箕面市中南部）に領地を持つ豪族で、地名を姓として「萱野氏」を名乗っていた。江戸時代になり美濃国出身の旗本の大島氏に仕えることになり、萱野重利は、その所領である椋橋（くらはし）荘（現在の大阪府豊中市大島町）の代官を勤めた。
延宝3年（1675年）浅野長矩（9歳）が父長直の後を継ぎ、赤穂藩主・内匠頭となる。同年重実が摂津萱野邸で生まれる。幼名卯平次。
貞享4年（1687年）重実が13歳の時、播磨国赤穂藩主浅野長矩に中小姓として仕えた。元禄13年の赤穂藩の分限帳によると、重実は多儀清具（中小姓頭）支配下の中小姓（小姓とは別物。中小姓は武士の格のひとつ。赤穂藩では馬廻役のひとつ下の階級と位置づけられる）で、「金12両2分3人扶持」とある。
しかし元禄14年（1701年）3月14日九ツ前（午前11時頃）、主君の浅野長矩が江戸城松之大廊下で吉良義央に刃傷に及んだ。浅野家の江戸上屋敷（鉄炮洲上屋敷）で事件を知った重実は、早水満尭と午後江戸を出発、早駕籠で事件の第一報を赤穂へもたらした。江戸から赤穂まで普通の旅人なら17日、飛脚で8日かかるところを僅か4日で走破している。この道中、3月18日に西国街道沿いの萱野邸を通過する際、前日に亡くなった自らの母親小満の葬列に偶然にも出くわし、同行の早水満尭に「一目母御に会っていけ」と勧められるも、「御家の一大事」と涙ながらに振り切り、使いを続けたとする逸話がある。3月19日未明赤穂到着。赤穂到着後は大石良雄の義盟に加わる。
4月19日の赤穂城開城後、4月下旬頃、郷里の摂津国豊島郡芝村（現在の箕面市萱野）へ戻ったが、江戸へ下ることを願った重実に対して父の重利から大島家へ仕官するよう強く勧められる。重実を浅野家に推挙した大島家は吉良家との繋がりの深い家柄でもあり、同志との義盟や旧主への忠義と父への孝行との間で板ばさみになった重実は、元禄15年（1702年）新稲村吉田家の姉小きんを訪ねた明くる1月14日未明、主君の月命日を自分の最期の日と決め、京都の山科の大石良雄に遺書を書き、自刃（切腹）死した。享年28。
重実の墓は、元文5年（1740年）北河原長好（重実の姉の子）と萱野重好（重実の兄重道の孫）によって芝村の集落から千里川を隔てた千里丘陵の山中に建てられた（現在は箕面市立病院建設のために山中から千里川畔に移され、萱野三平旧邸の500mほど南に位置する萱野家の墓地内にある）。また、大島家を想い討ち入りに加わらなかった事を讃え、旗本・大島義也が豊中の新福寺に重実の墓を建てており、法名は妙法陽光洞廓居士。

## 後史
兄・重通は重実の孝行と義理立てによる死を惜しみ、親族の萱野長好（重通や重実の姉の子）を重実の養子としてその名跡を継がせた。長好の死後は重通の庶子・萱野重存をさらにその養子に入れて継がせている。
赤穂浪士の墓所のある泉岳寺には重実のものとされる供養碑（遺骸の埋葬を伴わない供養墓塔）が、明和4年(1767年)に立てられている（ただし俗名が書いてなかった為に、明治に入るまでは村上喜剣の墓だと思われていた）。また、彼の実家である萱野三平旧邸の長屋門は西国街道沿いに現存し、大阪府指定文化財となっている（次々項を参照）。

## 萱野重実と俳諧
重実が赤穂に仕官していた貞享・元禄時代は、松尾芭蕉などの多くの俳人が出て、俳諧が盛んな時代であった。江戸俳壇の中心人物であった水間沾徳（みずませんとく）門下の大高忠雄（子葉（しよう））、神崎則休（竹平（ちくへい））、萱野重実（涓泉（けんせん））の技量は当時の俳諧人にも広く認められ、その作品は『文蓬菜（ふみよもぎ）』『三上吟（さんじょうぎん）』等の俳書に収められている。
また萱野一族の中には、重実のほかにも兄重通（紅山（こうざん））を始め、母の弟藤井家房とその子光貞（蘭風（らんふう））、北河原好昌、小畑治左衛門（和泥（わでい））、北河原保親（休計（きゅうけい））等の多くの優れた俳人が活躍し、蘭風編「椎柴集（しいしばしゅう）」「萱野草」、休計編「浪速置火燵（なにわおきごたつ）」等の俳書に多くの句を残している。

## 萱野三平旧邸
西国より江戸に通じる唯一の幹線道路（西国街道）に面した広大な屋敷に堂々たる武家長屋門を構えていた。
現在、萱野三平記念館「涓泉亭」として屋敷跡及び長屋門が保存されている。当時より現存するものは重実が切腹したとされる長屋門のみで、「涓泉亭」は屋敷跡に1991年の史跡の寄贈を機に翌年に箕面市が建てたものである。西国街道に関する資料の展示コーナーや句会や茶会などに利用されている。
- 北緯34度49分39.77秒 東経135度29分2.92秒 / 北緯34.8277139度 東経135.4841444度

今も重実の辞世の句碑が切腹した長屋門西部屋の横に残っている。また、部屋にある名札は義士関係者により黒く燻し塗り消されている。
晴れゆくや日頃心の花曇り　　涓泉

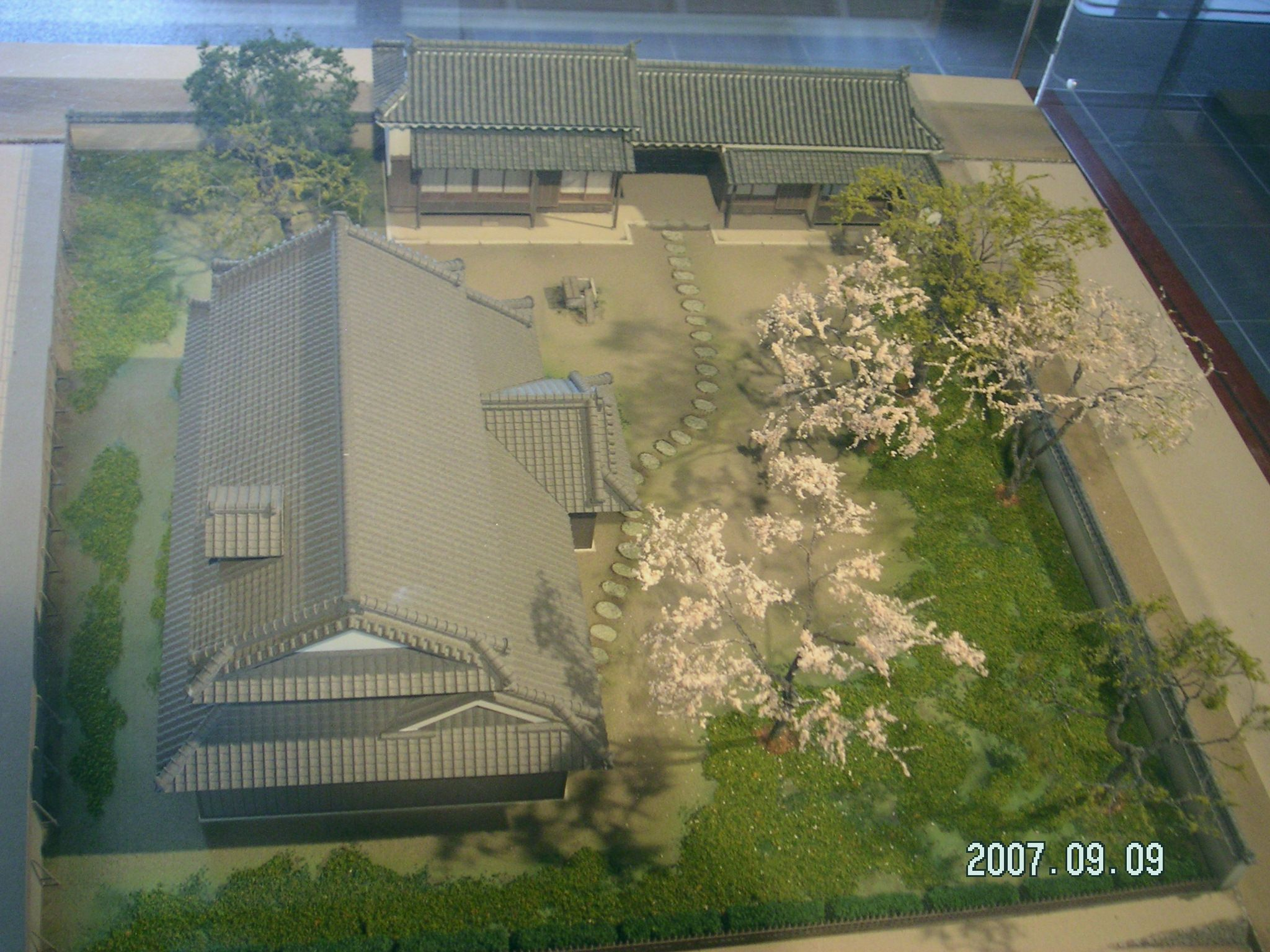
屋敷復元模型
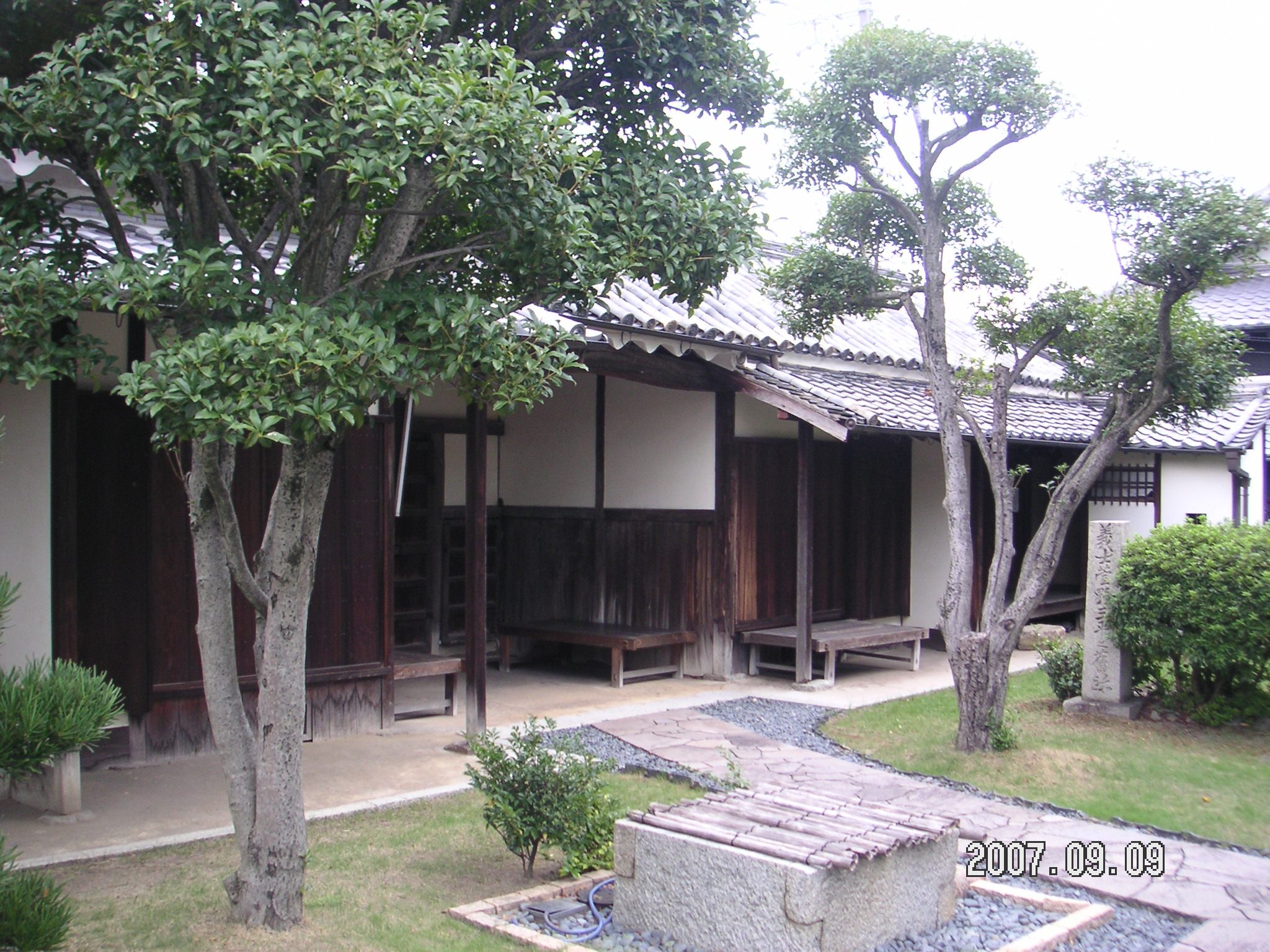
内から見た長屋門
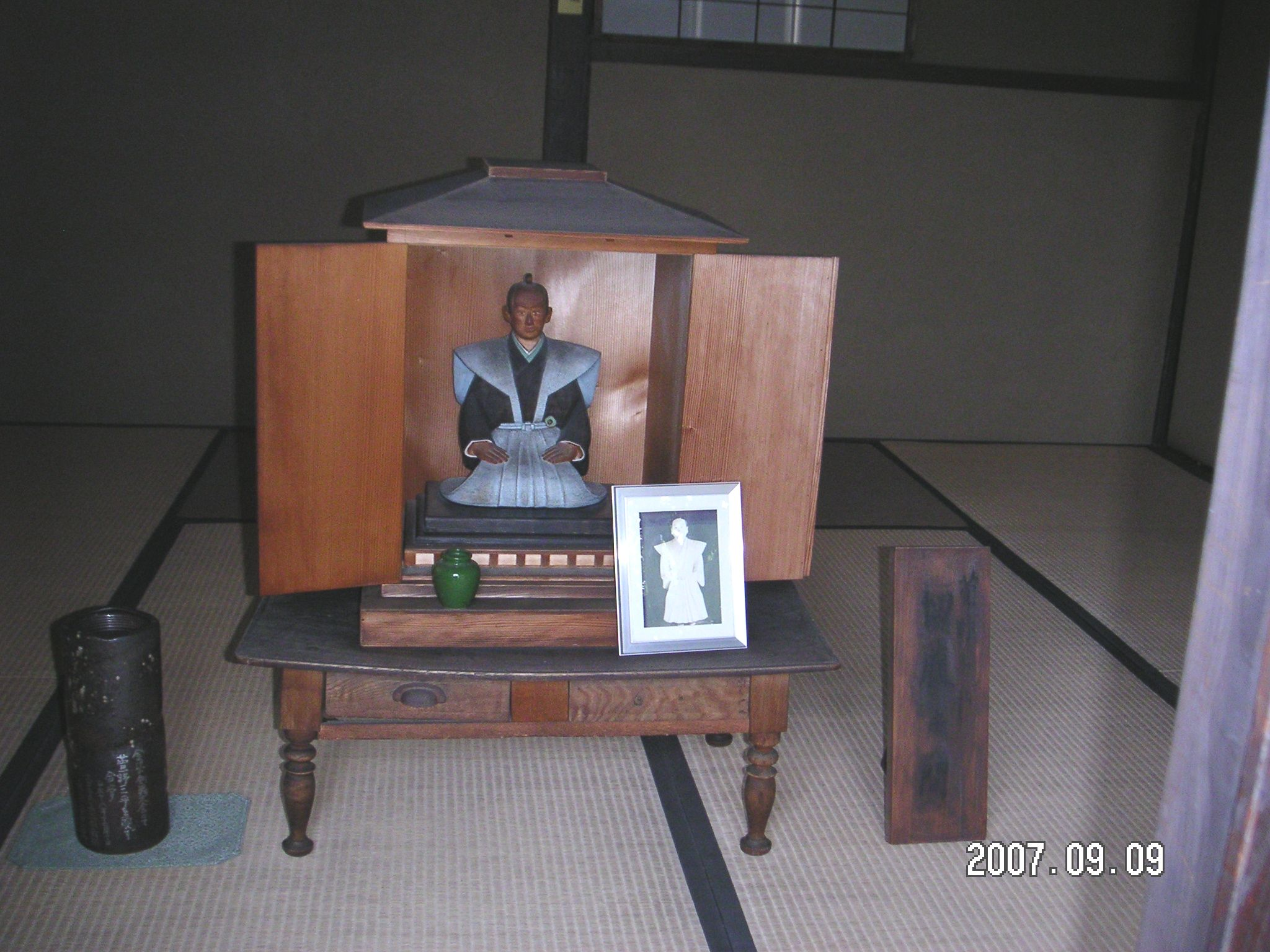
切腹したとされる部屋
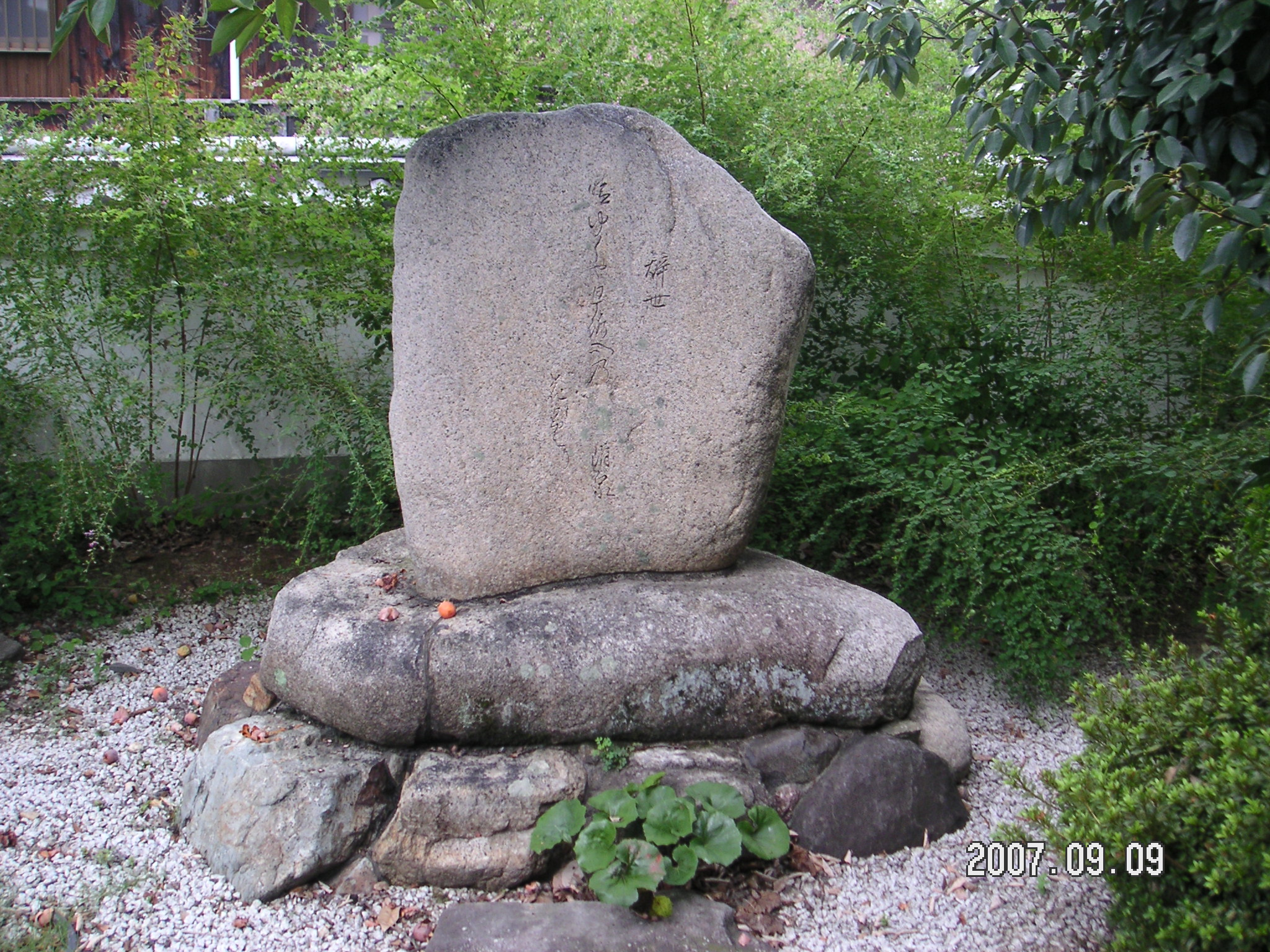
辞世の句碑
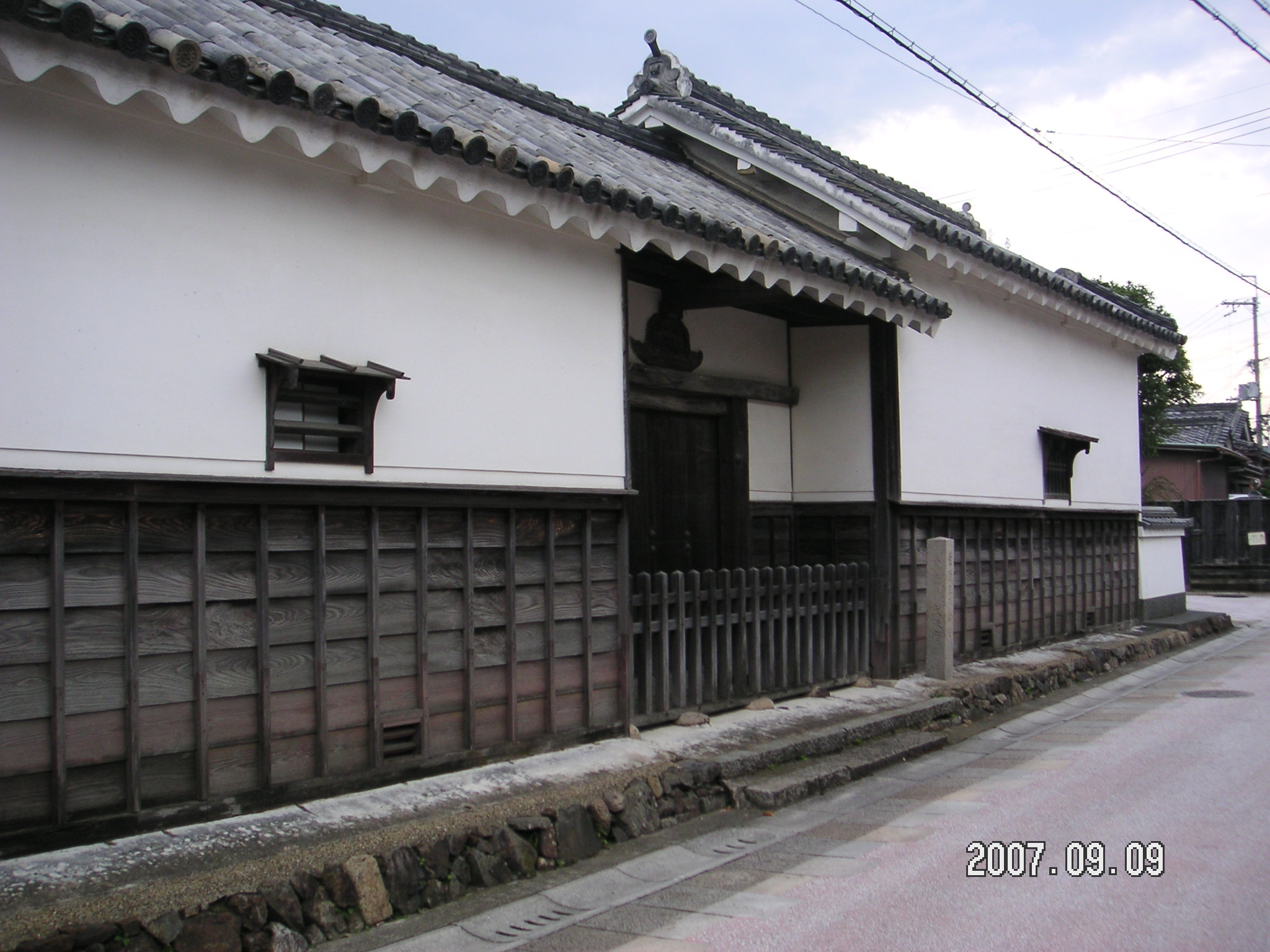
外から見た長屋門

## 創作

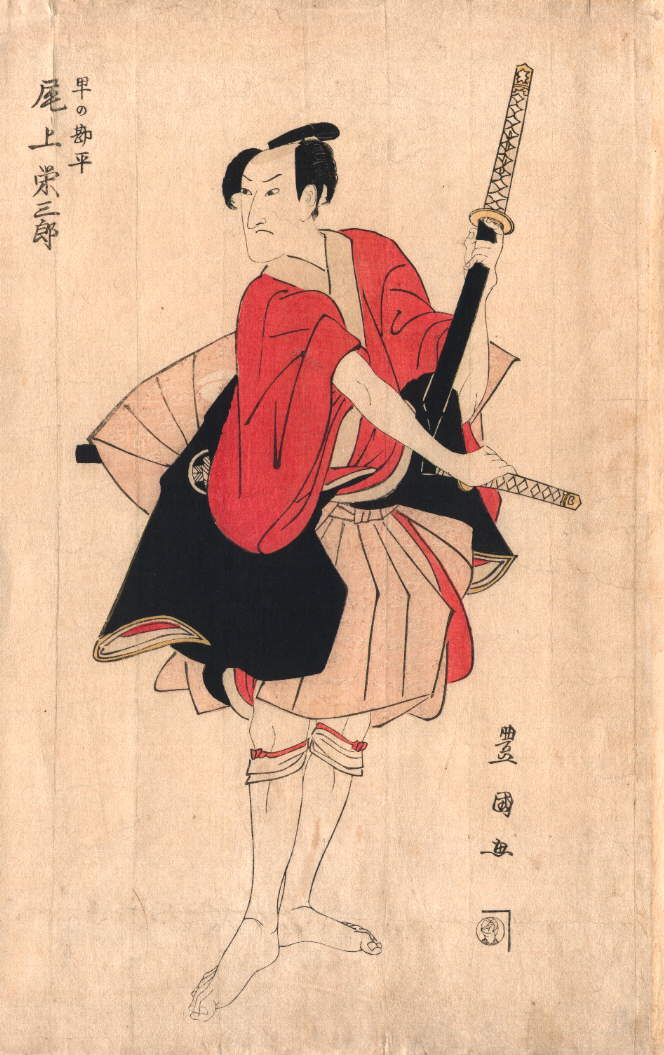
仮名手本忠臣蔵の早野勘平

後年事件をもとに制作された『仮名手本忠臣蔵』では、早野勘平とされ、腰元のお軽と駆け落ちをし、最後は自害して果てる悲劇の人物として描かれている（「お軽勘平」）。なお、舟橋聖一作『新・忠臣蔵』やNHK大河ドラマ『元禄繚乱』では、兄の重通から、旧赤穂藩士らとの付き合いを咎められた上に折檻を受け、それを苦に自害するという筋になっている。早駕籠では、赤穂に急ぐあまり駕篭から足を出し、近くを歩いていた老婆をも蹴散らしたとする話もある。